# Pietro del Monte (condottiere)
Pour les articles homonymes, voir Pietro del Monte.
Pietro del Monte (en latin Petrus Montis puis Petrus Montius), né en 1457 et mort le 14 mai 1509 à Agnadel, est un condottiere, philosophe et écrivain italien. Il est aussi connu pour ses écrits sur la voltige équestre qui sont les premiers traités sur ce sujet.

## Biographie
Pietro del Monte est né en 1457 dans une famille de condottiere et de cardinaux originaires de Città di Castello en Ombrie, les marquis Del Monte Santa Maria. Son père était un condottière au service de Laurent de Médicis. Il se forme à la cour de Milan où il pratique notamment l'équitation, la voltige, les luttes et l'escrime. Il y fréquente le duc de Milan Ludovic Sforza et son gendre, Galeazzo Sanseverino, qui deviendra grand écuyer de Louis XII après la victoire du roi de France sur Ludovic Sforza. Il rencontre de nombreuses personnes à Milan dont Léonard de Vinci auquel il montre la manière de lancer le dard, arme de trait garnie par le bout d’une pointe de fer qu’on lançait avec la main. Léonard fit appel à lui pour étudier la trajectoire des projectiles lancés à l'aide d'une fronde.
Il voyage dans le monde méditerranéen et connait dans les années 1480, avant la chute de Grenade en 1492, l'Espagne de la Reconquista et des rois catholiques. Son premier ouvrage important, De dignoscendis hominbus ("La manière de reconnaître les hommes"), est destiné à l'infant d'Espagne. Il est traduit en 1492 en latin par Gonzalo de Ayora, un soldat qui avait fait des études humanistes en Italie, et qui, tout comme Del Monte et Castiglione, est un admirateur d'Isabelle de Castille. 
À partir de 1495, Pietro del Monte exerce ses fonctions de condottiere au service de la république de Florence dans sa guerre contre Pise. En 1507, il est proche du pape Jules II qu'il fréquente lors de séjours à Rome, Naples, Mantoue et Ferrare. C'est aussi l'époque où il est présent à la cour d'Urbino où il côtoie les personnages du Courtisan de Baldassare Castiglione. En 1508, il devient condottiere au service de la République de Venise. Sous les ordres du capitaine Alviano, il contribue à la victoire de Venise sur Maximilien d'Autriche. Il est tué à la bataille d'Agnadel le 14 mai 1509 contre l'armée du roi de France Louis XII alors qu'il est à la tête de l'infanterie vénitienne.
Maître d'armes très réputé, il est décrit dans Le Courtisan, plusieurs années après sa mort, par Baldassare Castiglione, avec qui il fut lié, comme le « maître de toutes les formes de force entraînée et d'agilité » et comme le "maître de toute force et de toute légèreté acquises par l'art, de même pour monter à cheval, jouter et tous autres exercices". Il est aussi connu comme l'un des meilleurs voltigeurs de son temps.
Il a également publié des traités sur l'art de la guerre, le duel, la philosophie et la théologie. Son dernier ouvrage, les Exercitiorum Atque Artis Militaris Collectanea ("Recueil des exercices et de l'art militaire"), paraît quelques mois après sa mort. Il est dédicacé par son ami et compagnon d'équitation, Galeazzo Sanseverino, qui était alors dans le camp français.

## Apports
Ayant une appétence particulière pour l'équitation, et plus spécialement pour la voltige à cheval qu'il perfectionna sous l'effet de l'équitation espagnol et portugaise, son enseignement se révèle précis, ample et ambitieux. Avec Castiglione, il témoigne que la voltige a fait partie de façon privilégiée de la formation du prince et de courtisan à la fin du XVe siècle. Les enseignements de Monte concernant la voltige furent dans les premiers sur le sujet à être imprimés et furent accessibles à ceux qui lisaient le latin.
Les traités de Pietro del Monte, découverts seulement en 1986, contiennent déjà toutes les caractéristiques que l'on retrouve dans ceux du XVIIe siècle, bien qu'exempt de figures. Son œuvre était connue au XVIe siècle et fut reprise par Castiglione et certainement par Giocondo Baluda, qui écrivit en 1630 un traité de voltige, grâce à une bonne transmission orale qui passa par l'intermédiaire des maîtres italiens d'équitation de Milan, Bologne, Ferrare et Naples, mais aussi par celui des maitres de danse. Alors qu'il se qualifiait lui-même de "philosophe", ses écrits comportent une forte densité pédagogique qui se manifeste dans les introductions et les conseils qui concluent systématiquement, en matière de voltige comme ailleurs, l'énumération des tours qu'il décrit. Dans tous ses écrits, il est dans une démarche de transmission.
Dans ses ouvrages, il explique plus de trente tours, ou figures, ou "voltes", la majorité apparaissant deux fois. L'enchaînement des figures peut varier, mais les deux traités, De Dignoscendis Hominibus et Exercitiorum Atque Artis Militaris Collectanea, insistent sur cet enchainement des figures entre elles dans les paragraphes qui lui sont systématiquement consacrés. L'énumération des tours eux-mêmes prépare presque toujours à cet enchaînement. Il s'agit de travailler sur les appuis manuels de départ ou d'arrivée pour prolonger l'activité spectaculaire le plus longtemps possible, et surtout pour permettre des combinaisons différentes laissées à l'imagination du voltigeur, à ses capacités physiques et à sa bravoure.
Del Monte a une véritable culture du corps qui n'existe que si l'homme a conscience de sa persona, c'est-à-dire du contrôle continu de son corps et de son schéma corporel, qui lui permet de mémoriser et de projeter les figures de son corps en mouvement dans l'espace, ou d'en inventer de nouvelles. Il nomme avec insistance et rappelle constamment les "auteurs" de ces tours, comme il les appelle. Le principe selon lequel le "Courtisan", dans un effort extrême qui doit ne plus se voir tant il est dominé, et qui ne laisse qu'une impression de grâce, d'allure et de facilité, apparait dès les premières lignes qu'il écrit en 1509, est repris par Castiglione, et est le fondement de l'idéal aristocratique.
La voltige à cheval ne pouvant se pratiquer qu'en élevant le corps le plus haut possible et en utilisant toute la longueur du bras tendu, pour Monte, cet effort vers le haut est aussi symboliquement et réellement une tension morale, d'autant que la vitesse et la hauteur acquises rendent l'exercice périlleux et démontrent le courage de l'homme. La voltige demeure pour lui un art lié à la préparation militaire, même si elle de présente aucune agressivité. L'homme y est à la fois concentré sur soi et dépendant du regard du spectateur que Monte n'oublie jamais, notant les effets visuels obtenus.
Del Monte, s'adressant à des cavaliers très expérimentés, n'aborde pas la problématique de l'accoutumance du cheval au voltigeur, composante essentielle de la voltige sur cheval.
Au niveau technique, il considère que pour obtenir la grâce, donner une impression de légèreté, de rapidité et d'aisance, il faut monter le plus haut possible et exécuter toutes les rotations à partir de la hauteur du bras tendu bien droit sur son appui manuel. Il note que le voltigeur doit conserver une tension extrême toute la durée du tour. La main assume tous les coups frappés et tous les appuis, exécute les prises à l'arçon, à l'étrivière, à l'étrier et aux crins du cheval ; le plat de la main frappe la croupe du cheval ou la selle, le poing serré étant l'appui solide du bras tendu, pouce à l'extérieur pour ne pas le casser. Les pieds et les jambes sont là que pour s'élever en l'air, passer au-dessus des arçons, sauter au travers de la selle ou faire de petits mouvements à l'horizontale. Cuisses et fesses permettent de s'asseoir dans la selle ou sur la croupe, mais ne sont pas des appuis et doivent donc être utilisées le moins possible. Les points d'arrivée du voltigeur sont le sol ou la selle chevauchée normalement. 
Dans le chapitre XXXV du Gargantua, Rabelais reprend les principes techniques décrits par Del Monte qu'il ne pouvait ignorer. 

## Publications
- De Dignoscendis Hominibus, 1492
- Exercitiorum Atque Artis Militaris Collectanea, 1509
- De veritate unius Legis, 1509